# Diplomierter Steuerexperte
Der diplomierte Steuerexperte ist ein in der Schweiz gebräuchlicher Titel, der von Inhabern des entsprechenden eidgenössischen Diploms nach dem erfolgreichen Ablegen der höheren Fachprüfung geführt werden darf.
In der Schweiz existiert keine besondere Berufszugangsbeschränkung für Personen, die beruflich in der Steuerberatung tätig sind. Zur Qualitätssicherung und auch zur Information potentieller Kunden haben die Berufsorganisationen Expertsuisse (Eigenschreibweise: EXPERTsuisse, vormals: Schweizerische Kammer der Wirtschaftsprüfer und Steuerexperten), Schweizerischer Anwaltsverband (SAV), Schweizerische Steuerkonferenz (SSK), Treuhand Suisse und Schweizerische Vereinigung diplomierter Steuerexperten (SVDS) eine gemeinsame Trägerorganisation gegründet, die die Prüfungen zum diplomierten Steuerexperten organisiert und durchführt.
Das Staatssekretariat für Bildung, Forschung und Innovation («SBFI») stellt das eidgenössische Diplom aus. Über die Inhaber dieses geschützten Titels wird durch das SBFI ein gesondertes Register geführt.
Für die diplomierten Steuerexperten wurde im Jahr 2011 eine neue Prüfungsordnung erlassen, welche erstmals für die Abschlussprüfung 2012 galt.
2023 wurde eine neue Prüfungsordnung erlassen, welche erstmals für die Abschlussprüfung 2024 galt.

## Prüfungszulassung
Zulassungsvoraussetzung für die Abschlussprüfung ist in der Regel ein wirtschafts- oder rechtswissenschaftliches Studium an einer Schweizer Hochschule sowie vier Jahre qualifizierende Fachpraxis. Anerkannt werden auch andere branchenübliche eidgenössische Fachausweise, eidgenössische Diplome, Abschlüsse der höheren Fachschulen für Wirtschaft sowie gleichwertige ausländische Ausbildungen.
Für die Zulassung zur Abschlussprüfung, müssen vier Voraussetzungen erfüllt werden. Vorbildung muss ein wirtschafts- oder rechtswissenschaftliches Studium an einer (Schweizer) Hochschule oder Universität abgeschlossen worden sein. Anerkannt werden auch andere branchenübliche eidgenössische Fachausweise, eidgenössische Diplome sowie gleichwertige ausländische Ausbildungen.
Weiter werden vier Jahre qualifizierte Fachpraxis benötigt, wobei sich die gesamte Fachpraxis auf das schweizerische Steuerrecht zu beziehen hat. Die Fachpraxis bezieht sich auf die Bearbeitung anspruchsvoller Fachfragen auf dem Arbeitsgebiet einer Steuerberaterin oder eines Steuerberaters in einem privaten Unternehmen oder einer Angestellten oder eines Angestellten bei einer Steuerverwaltung.
Personen, die zur Abschlussprüfung antreten wollen, dürfen keinen Eintrag im Zentralstrafregister verzeichnet haben, der Zweifel an ihrer Integrität als Steuerberater wecken könnte. Zudem müssen sie über die erforderlichen Modulabschlüsse bzw. Gleichwertigkeitsbestätigungen verfügen, welche mindestens. zwei Jahre vor der Diplomprüfung erworben werden müssen.

## Form der Prüfung
Zum Bestehen der Diplomprüfung müssen folgende Prüfungsleistungen erfolgreich erbracht werden:
- schriftliche Abschlussprüfung mit einer Gesamtdauer von fünf Stunden
- schriftlich Diplomarbeit (1 Woche) mit einem Kolloquium (30 Minuten)
- Kurzreferat (mündlich; 15 Minuten mit 15 Minuten Vorbereitungszeit)
- Expertengespräch (mündlich; 60 Minuten mit 30 Minuten Vorbereitungszeit)

Die Prüfung kann bei Nichtbestehen bis zu zwei Mal wiederholt werden.

## Die Diplomprüfung
Mit der Diplomprüfung wird geprüft, ob die Kandidatin oder der Kandidat über die Kompetenzen verfügt, die zur Ausübung der anspruchs- und verantwortungsvollen Tätigkeit eines diplomierten Steuerexperten erforderlich sind. Diese Anforderungen sind in der Prüfungsordnung und der Wegleitung näher umschrieben. Insbesondere soll die Kandidatin oder der Kandidat komplexe fachübergreifende Fragen (Lebenssachverhalte) fachlich korrekt beantworten, vertieft bearbeiten und anspruchsvolle Sachverhalte analysieren und beurteilen können. Die Kandidatin oder der Kandidat erarbeitet Lösungen, welche steuerplanerisch optimiert sind und die nicht steuerliche Interessen der involvierten Personen berücksichtigen. Neben den relevanten Rechtsgrundlagen, der Doktrin, der Rechtsprechung und der Praxis müssen auch Entwicklungstendenzen und geplante Gesetzesänderungen bekannt sein und beurteilt werden können. Die Anforderungen an diplomierte Steuerexpertinnen und Steuerexperten liegen auf Niveau 8 des nationalen Qualifikationsrahmen (NQR) Berufsbildung. Dies ist die höchste und somit anforderungsreichste Stufe.
Weitere Informationen zum Prüfungsinhalt sind in der Wegleitung zu finden.
Die schriftlichen Diplomprüfungen Steuern der vergangenen Jahre können auf der Homepage der Trägerorganisation heruntergeladen werden.
Musterlösungen für die Diplomprüfungen 2012 bis 2023 sind im Buch Steuerexpertenprüfungen 2012 – 2023 – Band 198 zu finden, welches über den Online-Shop von EXPERTsuisse erworben werden kann.

## Prüfungsstatistik
Die Bestehensquote liegt für die Abschlussprüfung schweizweit bei durchschnittlich rund der Hälfte der Prüfungsteilnehmer.
| Prüfungsjahrgang | Anzahl Teilnehmer | Bestehensquote |
| 2024             | 148               | 47 %           |
| 2023             | 136               | 49 %           |
| 2022             | 129               | 46 %           |
| 2021             | 143               | 48 %           |
| 2020             | 116               | 53 %           |
| 2019             | 128               | 48 %           |
| 2018             | 115               | 51 %           |
| 2017             | 115               | 54 %           |
| 2016             | 142               | 56 %           |
| 2015             | 142               | 45 %           |
| 2014             | 137               | 50 %           |
| 2013             | 133               | 49 %           |
| 2012             | 153               | 56 %           |
| 2010             | 160               | 58 %           |
| 2008             | 205               | 59 %           |